# Simca Vedette
O Simca Vedette é um automóvel do segmento E fabricado de 1954 a 1961 pela montadora francesa Simca, em sua fábrica em Poissy, na França. O Vedette competiu no mercado de carros grandes da França em uma época em que a economia estava finalmente voltando a crescer e teve sucesso moderado com seu estilo americano finalizado pelo designer italiano Rapi. Foi comercializado com diferentes nomes de modelo de acordo com os níveis de acabamento e equipamento. O Vedette era o maior modelo da Simca naquela época, e gerou uma versão mais básica, o Simca Ariane.
A Simca adquiriu a fábrica de Poissy da Ford FSA (Ford Société Anonyme Française, a subsidiária francesa da Ford Motor Company), junto com a linha de modelos, em 1954. O Vedette foi, portanto, inicialmente ainda comercializado como Ford Vedette.
O Vedette foi fabricado em Poissy até 1961 e o Ariane até 1963. Depois disso, a produção continuou no Brasil até 1966, quando o Vedette finalmente evoluiu para o Simca Esplanada após a aquisição da Simca pela Chrysler.

## História
Em meados da década de 1950, a Ford procurava um comprador para sua subsidiária na França, a Ford SAF, que produzia o Ford Vedette, um carro grande no estilo americano. O empresário Henri Théodore Pigozzi, dono da Simca, comprou a fábrica e os direitos de produção do automóvel, o qual passou a ser chamado de Simca Vedette.
Como no modelo popular anterior da Simca, o Simca Aronde, o Vedette era vendido em várias versões para diferentes faixas de público: Simca Trianon, a mais simples, Simca Versailles, o modelo intermediário, e o Simca Régence, modelo de luxo.
A produção rapidamente passou dos 150 modelos da época da Ford para 250 carros por dia. Em 1956, foi lançado o modelo Simca Marly (que no Brasil seria fabricado como Simca Jangada). Em 1957, surgiria o Simca Chambord em substituição ao modelo Simca Régence. O Chambord também foi fabricado pela Simca do Brasil com seu nome original.
A produção do Simca Vedette foi encerrada no verão de 1961, com um total de 173.288 veículos produzidos. No Brasil, os modelos da família Vedette continuariam ainda em produção por mais alguns anos.

## Primeira geração
A aquisição por Pigozzi ocorreu em julho de 1954, quando a Ford estava prestes a lançar seu novo e moderno Vedette, com uma carroceria de sedã de quatro portas de estilo "americano", muito parecido com os Fords ou Vauxhalls britânicos contemporâneos. O carro era movido por um motor V8 de válvula lateral de 2351 cc incomumente pequeno chamado Aquilon ("vento do norte") na França, derivado da família de motores Flathead da Ford, cuja cilindrada posicionou o carro na classe de imposto francesa "13 CV". Equipado com um carburador Zenith-Stromberg 32NX de dois cilindros, ele produzia 76 cv para a primeira geração. A potência era transferida para o eixo traseiro vivo por meio de uma transmissão manual de três velocidades com mudança na coluna. O Vedette tinha suspensão dianteira independente (por suportes MacPherson) e freios a tambor nas quatro rodas.
Assim como o Aronde, a Simca comercializou diferentes níveis de acabamento do Vedette sob diferentes nomes de modelo, desta vez com referências ao grande período barroco na história francesa. O nível básico era chamado de Simca Vedette Trianon, o nível médio era o Simca Vedette Versailles e, no topo da linha, o Simca Vedette Régence. Uma opção em todas as versões era um grande teto solar de vidro que deslizava para dentro do teto, chamado Vistadome. A linha Vedette ainda era comercializada sob a marca Ford em alguns mercados, incluindo Países Baixos e Alemanha, até 1956. À medida que o novo modelo pegava, a Simca conseguiu aumentar a produção dos 150 diários alcançados durante a propriedade da fábrica pela Ford para 250 carros por dia.
Pigozzi manteve um cronograma de revisões de modelos ano a ano, bem como os fabricantes dos EUA. Em 1956, uma versão perua chamada Simca Vedette Marly se juntou à linha e toda a linha foi revisada. Um novo suporte de placa foi adicionado ao para-choque dianteiro e a placa traseira agora escondia o bocal de abastecimento do tanque de combustível. Uma adição peculiar foi um lavador de para-brisa operado por pedal, enquanto outras mudanças mais comuns incluíam um segundo odômetro, também conhecido como "medidor de viagem", para medir distâncias parciais. O Versailles e o Régence ficaram ainda mais confortáveis com a adição de apoios de braço centrais (Versailles apenas na traseira, Régence na frente e atrás), enquanto o Trianon foi simplificado, perdendo protetores de para-choque e decoração cromada do para-brisa. Em 1957, uma opção da embreagem automática Gravina foi adicionada, junto com freios melhores e direção mais direta. O Trianon recuperou a decoração cromada ao redor do para-brisa, enquanto os outros modelos adquiriram lanternas traseiras mais finas e o ornamento frontal foi substituído por um novo design. Emblemas V8 montados nos para-lamas foram introduzidos, mas, embora toda a linha apresentasse o mesmo motor V8, os novos emblemas apareceram nos para-lamas apenas do Régence e do Marly.

### Produção
- 1955 – 42.439
- 1956 – 44.836
- 1957 – 17.875[5]

## Segunda geração
Após três anos de produção, os Vedettes receberam novos nomes e uma carroceria nova e alongada, com uma parte frontal mais ornamentada e grandes rabos de peixe traseiros, tornando os carros ainda mais americanos do que antes. Isso era parte de uma tendência de estilo mostrada pela maioria dos grandes carros europeus daquele período, que eram, até certo ponto, inspirados pelo estilo americano, já que rabos de peixe traseiros apareciam em modelos da Peugeot, Fiat, BMC (estilo Pininfarina), Ford e até mesmo Mercedes-Benz daquela época. O motor foi atualizado para 85 cv (agora chamado de Aquillon 84), mas a qualificação fiscal do carro permaneceu inalterada. Usando a nova carroceria, o Versailles foi substituído pelo Simca Vedette Beaulieu e o Régence pelo Chambord, enquanto a perua manteve o nome Vedette Marly.
A carroceria de três anos do Vedette anterior, no entanto, continuou em produção, mas perdeu seu motor V8 de 2,4 litros. Em abril de 1957, equipado com o motor Aronde de 1,3 L, a carroceria antiga agora vestia um novo modelo na linha Simca, o Simca Ariane. Mais tarde, em outubro de 1957, uma versão V8 do carro com carroceria antiga, com o motor Aquillon 84 e o nome Ariane 8, juntou-se à linha, substituindo o Trianon.
Em 1959, foi trazida uma nova opção, a transmissão automática Rush-Matic, que apresentava dois modos: Rush (totalmente automático) e Road (seleção manual de marchas). No mesmo ano, a montagem do Vedette começou na Simca do Brasil. Também durante 1959, um novo modelo topo de linha se juntou à linha Vedette, o Présidence, apresentando um interior luxuoso, um radiotelefone (o primeiro na Europa) e um kit continental. A encarroçadora francsa Chapron construiu dois conversíveis Présidence de 2 portas para um governador de uma das colônias francesas. A Chapron recebeu outro pedido no ano seguinte, para construir dois conversíveis de quatro portas para o presidente francês Charles de Gaulle. O Beaulieu foi descontinuado no outono de 1960, mas os outros modelos permaneceram inalterados até o ano modelo de 1961, quando receberam novos assentos, nova decoração cromada e o motor foi equipado com um novo virabrequim antivibração.
A produção francesa dos carros com motor V8 terminou no verão de 1961, quando 173.288 foram produzidos, embora um Simca Chambord tenha sido exibido no Salão do Automóvel de Paris em outubro daquele ano, sugerindo que a Simca ainda tinha algum estoque dos carros para limpar. O Ariane com motor pequeno de 4 cilindros, do qual 166.363 foram produzidos, sobreviveu até 1963.

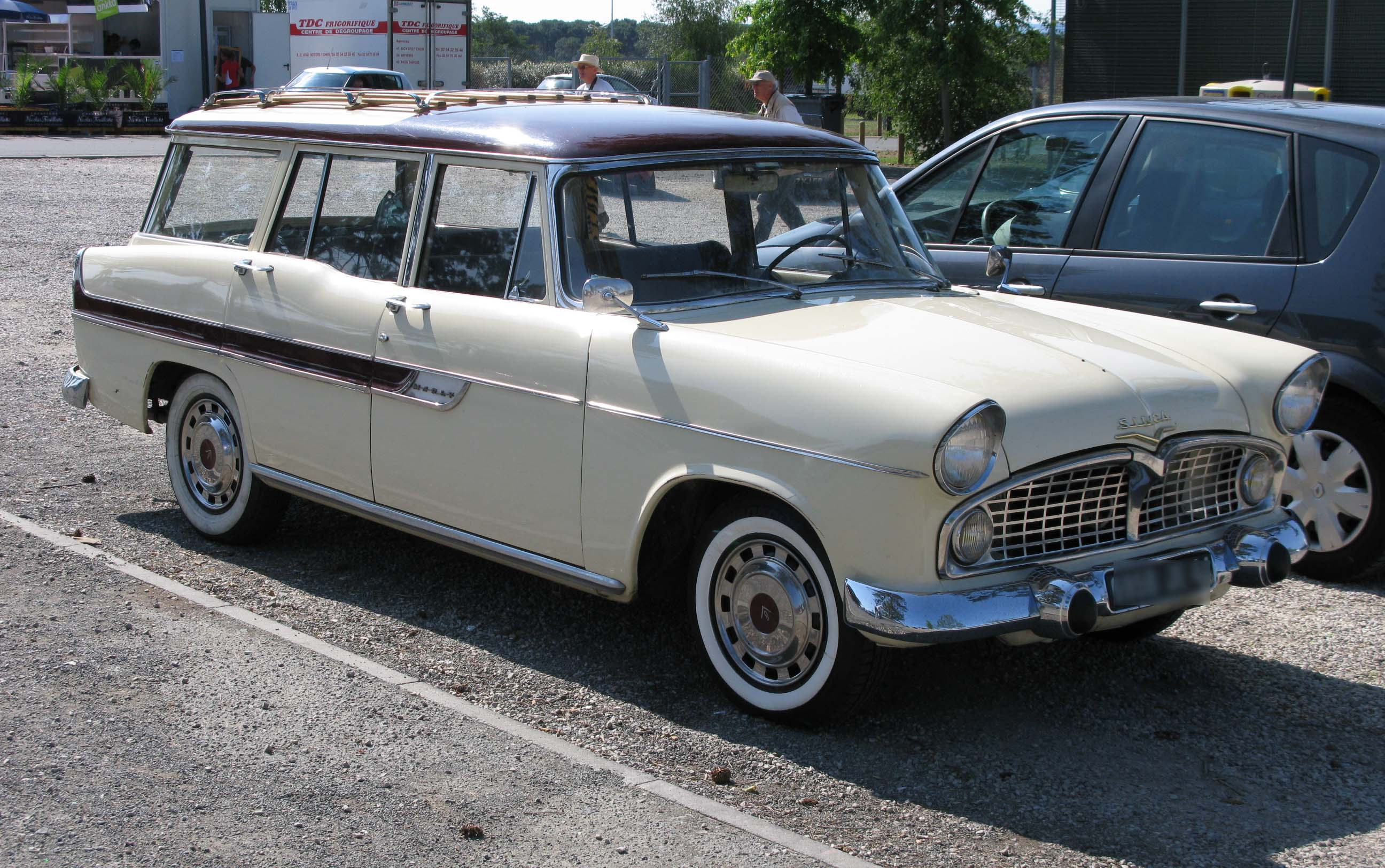
Simca Vedette Marly

### Produção
- 1958 – 28.142
- 1959 – 15.966
- 1960 – 13.914
- 1961 – 3.813[5]

## Produção brasileira
Foi produzido pela Simca do Brasil entre 1959 e 1966.

## Produção australiana
Após o anúncio em julho de 1959 de que montaria e comercializaria modelos Simca na Austrália, a Chrysler Austrália produziu o Vedette Beaulieu até 1962, usando componentes totalmente importados e de origem local.